# Дуплек (община)
Община Дуплек (словен. Občina Duplek) — одна з общин Словенії. Адміністративним центром є місто Сподній Дуплек.
Община переважно аграрна, без великих промислових і ремісничих закладів.

## Населення
У 2011 році в общині проживало 6704 осіб, 3297 чоловіків і 3407 жінок. Чисельність економічно активного населення (за місцем проживання), 2770 осіб. Середня щомісячна чиста заробітна плата одного працівника (EUR), 826,18 (в середньому по Словенії 987.39). Приблизно кожен другий житель у громаді має автомобіль (55 автомобілі на 100 жителів). Середній вік жителів склав 40,8 роки (в середньому по Словенії 41.8). 